# کتابخانه ملی کرواسی
کتابخانه ملی کرواسی (کرواتی: Nacionalna i sveučilišna knjižnica u Zagrebu) در شهر زاگرب واقع شده است. این کتابخانه در سال ۱۶۰۷ تشکیل شده و حدود ۳ میلیون سند و کتاب را در خود جای داده است.